# Niestępowo (przystanek kolejowy)
Niestępowo – zlikwidowany przystanek osobowy w Niestępowie, w województwie pomorskim, w Polsce. Znajduje się na trasie linii nr 229 Pruszcz Gdański - Łeba. Przystanek jest obecnie zdewastowany.